# 关世雄
关世雄（1922年—1998年4月26日），广东番禺人，中华人民共和国成人教育专家、政治人物，中国民主同盟中央委员会原常务委员，中国共产党党员，北京市政协原副主席。第六、七、八届全国政协委员。